# Furtius
Furtius war in der frühen römischen Kaiserzeit ein Klientelkönig der Quaden im Mitteldonaugebiet. Er wurde im Jahr 171 von Kaiser Marc Aurel eingesetzt und regierte bis zu seiner Vertreibung im Jahr 173 über die Quaden.

## Regierungszeit

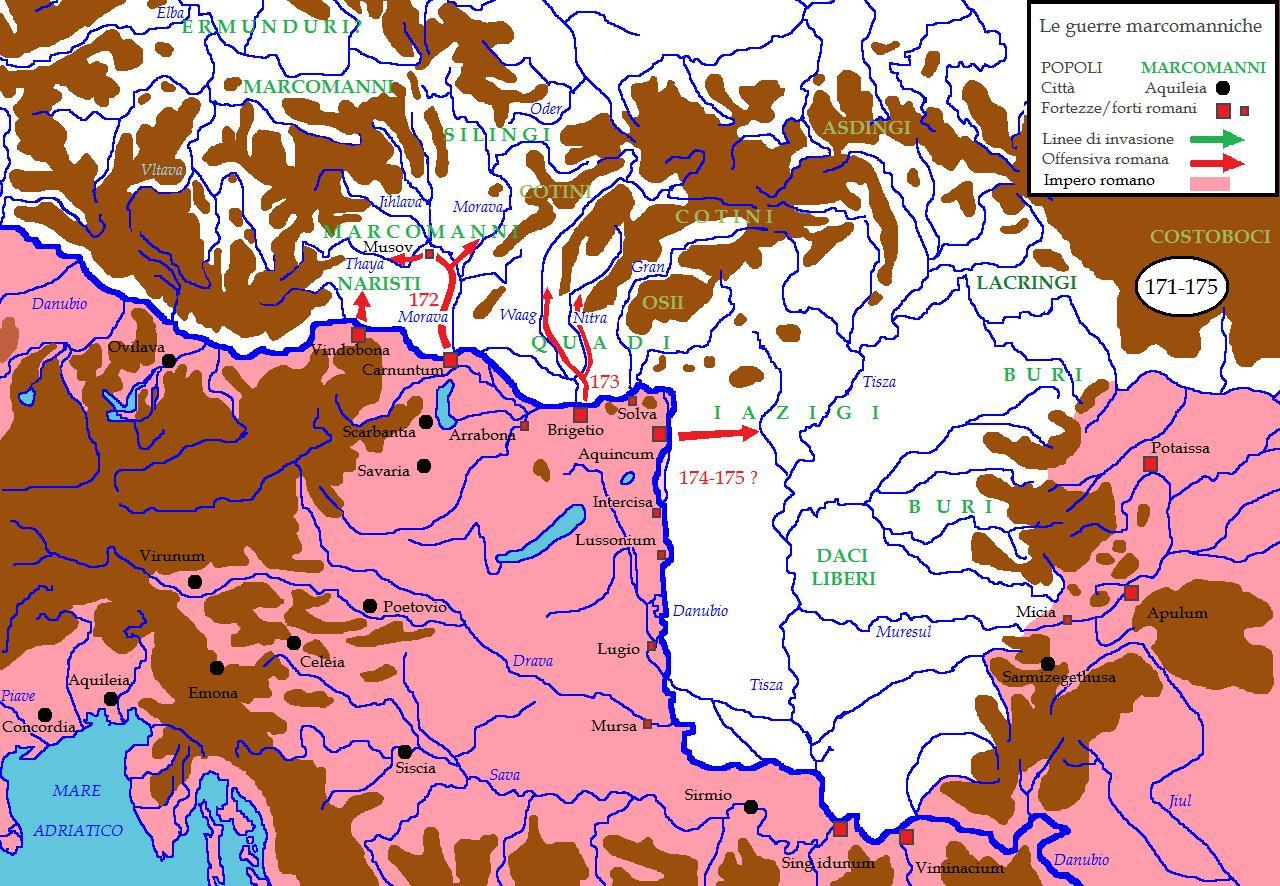
Römische Gegenoffensive unter Marc Aurel

Während der Markomannenkriege verjagten die Römer die Quaden und andere Eindringlinge aus ihrem Gebiet und gingen zur Gegenoffensive über. Diese Strafexpedition gegen die Quaden führte Marc Aurel selbst an. Seine Truppen überquerten die Donau bei Brigetio und drangen durch die Flusstäler bis ins Binnenland der (heutigen) Slowakei vor, dort stießen die Römer jedoch auf den Widerstand der Quaden.
Im Jahr 171 schloss der Kaiser mit den Quaden einen Friedensvertrag und hob das Bündnis der Quaden, Markomannen und Sarmaten für einige Zeit auf. Die Quaden wurden zur Auslieferung der Gefangenen und zur Abgabe von Pferden und Rindern an Rom verpflichtet und erhielten einen von Rom eingesetzten Klientelkönig namens Furtius. Die Quaden setzten den romfreundlichen Furtius jedoch bald darauf – im Jahr 173 – ab und erwählten aus ihren eigenen Reihen Ariogaisos zum König über ihr Reich an der mittleren Donau.
Das Bestehen einer „königlichen Schicht“ dieser Zeit ist archäologisch belegt mit dem in Südmähren entdeckten Königsgrab von Mušov.